# Nudochernes lucifugus
Nudochernes lucifugus är en spindeldjursart som beskrevs av Beier 1935. Nudochernes lucifugus ingår i släktet Nudochernes och familjen blindklokrypare.

## Underarter
Arten delas in i följande underarter:
- N. l. lucifugus
- N. l. meruensis